# 切斯瓦夫·兰格
切斯瓦夫·兰格（波蘭語：Czesław Lang，1955年5月17日—），波兰男子自行车运动员。他曾代表波兰参加1976年和1980年夏季奥林匹克运动会自行车比赛，其中1980年奥运会获得一枚银牌。